# Chiesa di San Lorenzo (Scala)
La chiesa di San Lorenzo è una chiesa ubicata a Scala; è stata cattedrale della diocesi di Scala dalla sua fondazione nel 987 fino alla sua soppressione avvenuta nel 1818.

## Storia
La chiesa, dedicata a san Lorenzo fin dalla sua edificazione, venne probabilmente costruita nel 987, anno in cui venne eretta la diocesi di Scala, o anche precedentemente: tuttavia il primo documento in cui è menzionata risale al 1169. La primitiva chiesa si presentava a pianta basilicale in stile preromanico, con annessa una cripta. Nel XIII secolo vennero aggiunte le absidi e una nuova cripta, edificata tra l'area sottostante il transetto e la vecchia cripta, che nel frattempo assunse la funzione di ossario: in tale periodo la chiesa fu restaurata assumendo uno stile gotico. Lavori di restauro si ebbero negli anni 1349, 1406, 1481 e tra il 1524 e il 1525. Nel 1528 fu realizzato nell'abside destro l'altare del Tesoro per accogliere la scultura del Crocifisso e i busti reliquari, mentre nel 1597 venne montato l'ambone proveniente dalla chiesa di Tutti i Santi, dalla frazione di Campidoglio, caduta ormai in rovina.
Venne nuovamente ristrutturata nel 1615 e nel 1673 fu avviata la costruzione del nuovo campanile, in sostituzione di quella precedente. Con i restauri del XVIII secolo assunse il suo aspetto definitivo in stile barocco e rococò: nel 1747 venne realizzato il soffitto a cassettoni della navata centrale; nel 1853 venne montato il pavimento maiolicato. Anche nel corso del XIX secolo si ebbero restauri, così come tra il 2004 e il 2006.

## Descrizione

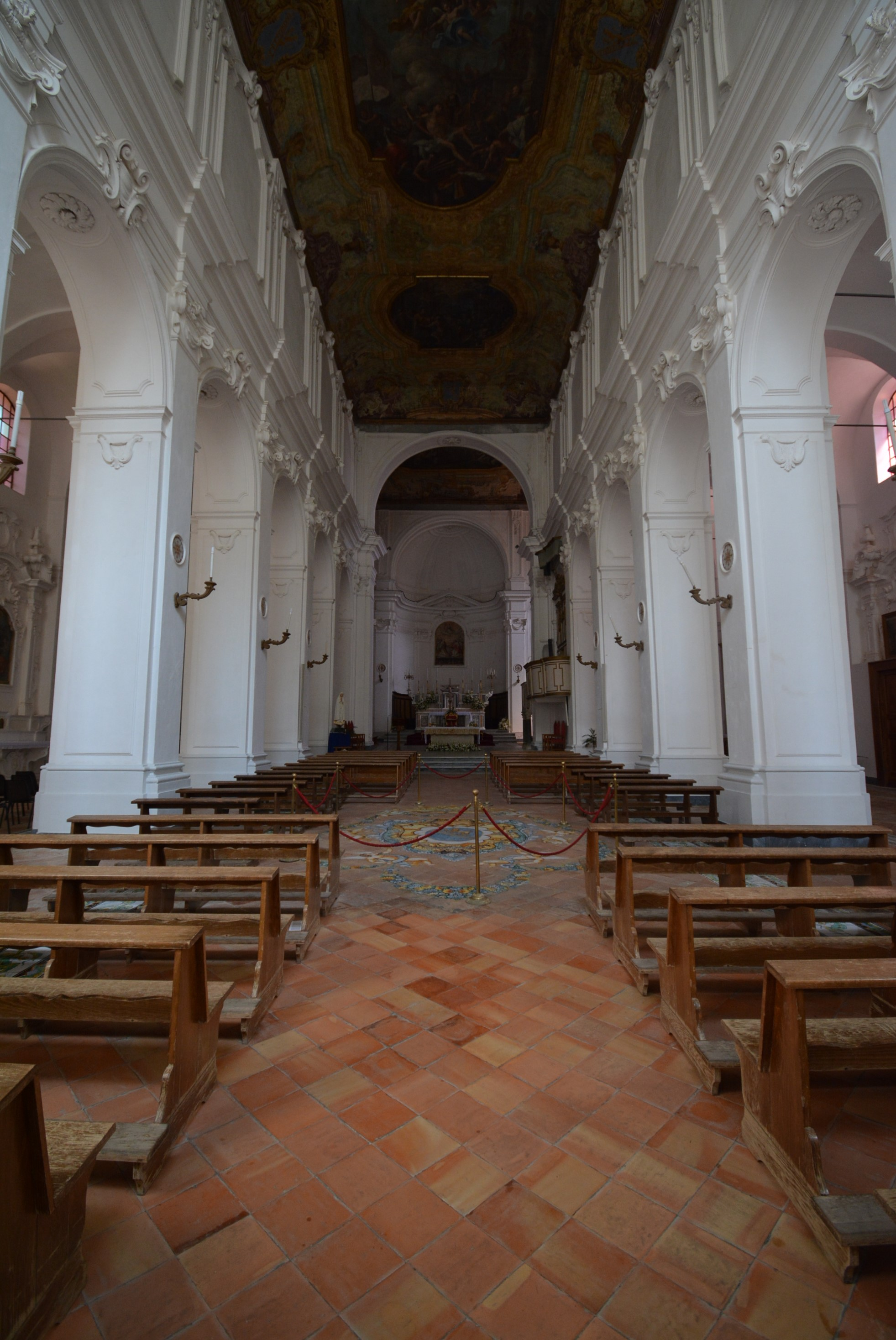
L'interno

La chiesa è posta nella piazza principale di Scala, in una posizione a strapiombo sulla sottostante valle del Dragone. Tre rampe di scale permettono di accedere al sagrato; due colonne di risulta sono poste al termine della rampa centrale, in corrispondenza del portale centrale. La facciata è caratterizzata dal corpo centrale leggermente più alto rispetto ai due laterali che terminano a spiovente: è decorata con stucchi che formano riquadri con all'interno delle figure geometriche, disposte a scacchiera di colore bianco e paglierino. I portali d'ingresso sono tre: quello centrale, il maggiore, è in stile romanico, con gli stipiti decorati con sculture di tralci e grifoni, ed è sovrastato da un bassorilievo in marmo; in corrispondenza dei portali sono posti tre finestroni: quello centrale è in stile barocco mentre i due laterali sono ad arco a tutto sesto.
Internamente è a croce latina, divisa in tre navate, collegate tra loro da archi a tutto sesto, transetto e tre absidi; è pavimentata in cotto e maioliche dipinte a mano, di scuola napoletana, risalenti al 1853: nella parte centrale della navata centrale le maioliche raffigurano i simboli del paese, ossia una scala e un leone, mentre nel transetto, tra corone di fiori, angeli che sorreggono una graticola, simbolo del martirio di san Lorenzo. La volta della navata centrale è ornata con un soffitto, realizzato nel 1747, a cassettoni con cornici in legno intagliato con decorazioni di fiori e conchiglie, opera di Giovanni De Simone; all'interno delle cornici sono inserite quattro tele di Antonio Cacciapuoti, con tema Storie e martirio di San Lorenzo. All'inizio della navata centrale sono poste due acquasantiere realizzate con materiale di risulta: in particolare quella a sinistra presenta una vasca in stile romanico con al centro la scultura di una rana e sul fusto una foglia di palma poggiata su una graticola; la stessa navata termina con un arco trionfale, che permette l'accesso al transetto, al cui pilastro destro è addossato l'ambone, ricomposto nel 1717 e formato da quattro colonne in marmo che sorreggono la tribuna decorata con mosaici cosmateschi. Nell'ultimo pilastro è custodito un calice risalente al XIV secolo, in argento, di manifattura napoletana, e una mitra donata da Carlo I d'Angiò il giorno di san Lorenzo del 1270, per celebrare la vittoria sui Saraceni. L'altare maggiore, realizzato con un sarcofago proveniente dalla cripta del Purgatorio, su cui è scolpito la raffigurazione del Buon Pastore, si trova nella parte centrale del transetto, in corrispondenza dell'abside centrale. Sull'altare maggiore è posta la tela Madonna con Bambino e i santi Agata, Lorenzo, Caterina d'Alessandria e Teodoro, di Marco Pino, e nella parte inferiore Ultima Cena, di Bartolomeo Guelfo o Geronimo Carpinello da Eboli; la cattedra episcopale, ormai usurata, è stata sostituita da una in legno intagliato dorato del XVIII secolo. Alle spalle dell'altare maggiore è il coro. L'altare del Tesoro è collocato nell'abside destro: è realizzato in marmo dipinto di azzurro e suddiviso in nove nicchie nelle quali sono allocate altrettante statue di santi, in legno dipinto, le quali custodiscono la reliquia del santo che raffigurano. Nell'abside sinistra è la tela Assunta, apostoli, angeli e Santa Caterina da Siena di Pedro Todos, del 1591. Nella navata destra sono posti gli ingressi sia per la sacrestia, un ambiente a pianta rettangolare con una volta a botte ribassata, che per le cripte, quest'ultimo sormontato dalla tela Ecce Homo con San Sisto papa della scuola di Andrea Sabatini.

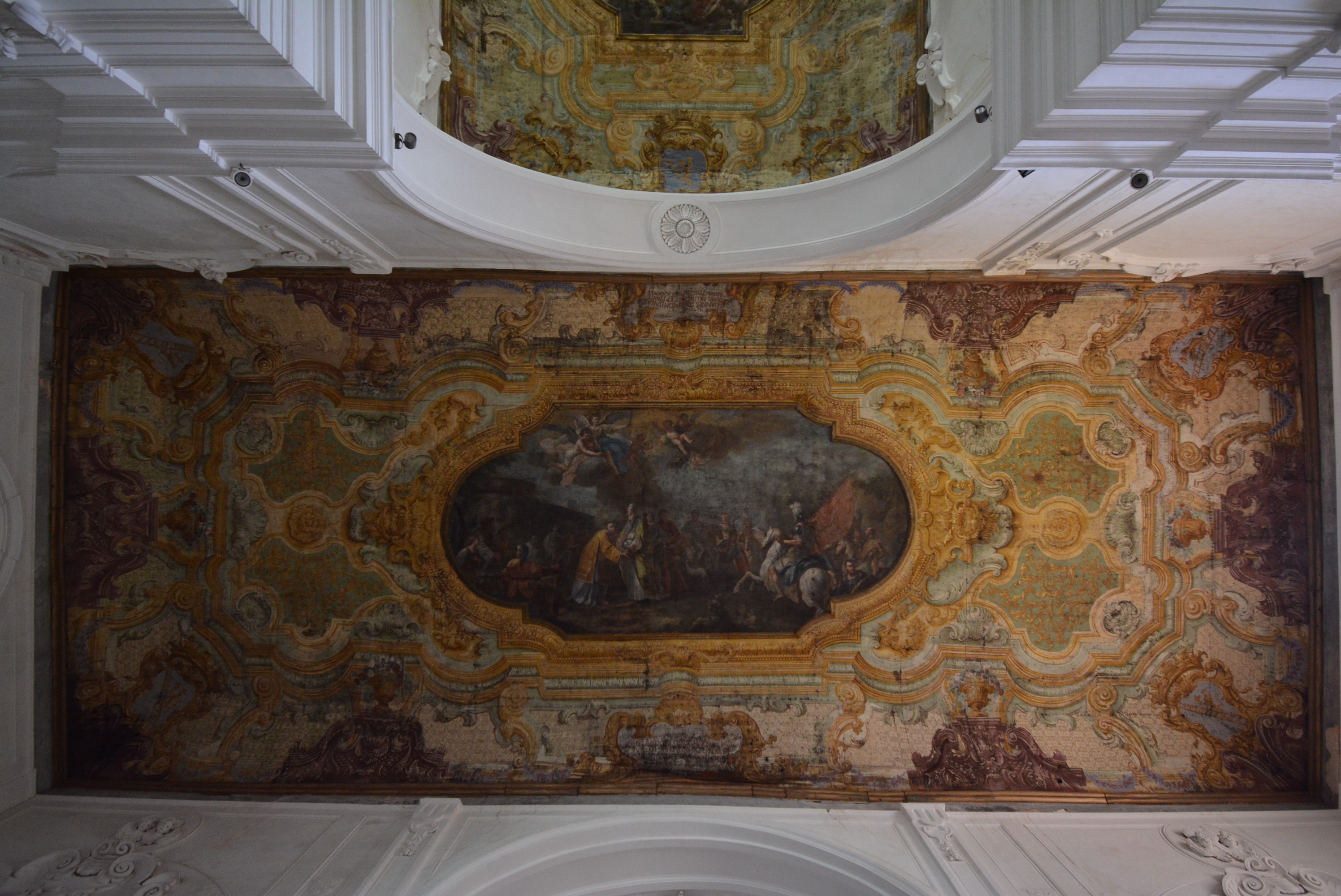
Dipinti del soffitto

La cripta del Purgatorio, scoperta nel 1958, è così chiamata per la grande quantità di ossa rinvenuta al suo interno: è posta ad un'altezza intermedia tra il transetto della chiesa e la cripta del Crocifisso ed è formata da due ambienti di forma irregolare con colonna centrale e copertura a crociera e tre absidi con altrettanti altari. La cripta del Paradiso invece è in stile gotico, unico esempio in tutta la costiera amalfitana, ed è composta da due navate divise da colonne che reggono la volta a crociera ad arco acuto, la cui altezza raggiunge i dieci metri. Sono presenti tre absidi: in quello centrale è un trittico di statue raffiguranti il Crocifisso, la Vergine e San Giovanni, del 1260. Nell'ambiente, sul lato nord, è inoltre presente il monumento funebre a Mariella Rufolo, fatto realizzare dal marito Antonio Coppola nel 1332 o 1399 da un allievo di Tino di Camaino: in stile gotico, nella parte inferiore è la defunta distesa sulla tomba con cane ai suoi piedi e raffigurazioni sacre; sui piedistalli sono scolpite le figure della defunta e del marito, mentre nella parte alta, il doppio spiovente è ornato con guglie.
Sulla destra della facciata si erge il campanile, intonacato in bianco; è composto da tre livelli a pianta quadrata: il primo ha una sola finestra, mentre gli altri due hanno delle monofore a tutto sesto. Sul lato nord dell'ultimo livello è presente una vela a arco.